# NGC 5459
NGC 5459 é uma galáxia lenticular (S0) localizada na direcção da constelação de Boötes. Possui uma declinação de +13° 07' 57" e uma ascensão recta de 14 horas, 05 minutos e 00,1 segundos.
A galáxia NGC 5459 foi descoberta em 23 de Março de 1887 por Lewis A. Swift.